# My all..
『my all..』（マイ・オール）は、小柳ゆきの3枚目のアルバム。2001年5月30日発売。6月11日付のオリコンアルバムチャートに4位で初登場、売上枚数は130,180枚を記録した。

## 収録曲
特記以外作詞：小柳ゆき
1. my all..(5:04)
作曲・編曲：笹本安詞
後に9thシングルとしてシングルカット。
2. DEEP DEEP(4:01)
作曲:NS2 編曲:KANAME・中塚武
8thシングル
3. Squall(5:24)
作詞：小林和子 作曲：笹本安詞 編曲：斎藤仁
4. MEN?(4:33)
作曲：笹本安詞 編曲：TATOO
5. CROSS OVER(5:00)
作曲：森山輝一 編曲：斎藤仁
6. Cry(4:43)
作曲：SAKURA 編曲：長谷川智樹
7. Take my hand(5:05)
作曲：鈴木雄大 編曲：高木茂治
8. MOONSHINE(4:07)
作詞：小林和子 作曲・編曲：鈴木直人
9. Sweet(4:39)
作曲・編曲：TATOO
10. a love song(4:51)
作曲：日高慶典/編曲：橋本由香利
11. 永遠(4:58)
作曲：小倉良 編曲：TMz
後にアレンジされ、18thシングル「最後に記憶を消して」のC/W曲として収録された。
12. beautiful world (Album Version)(4:51)
作曲：岩本正樹 編曲：Zou
7thシングルのアルバムバージョン

Featuring Tracks
1. Squall (Album Version)(4:54)
編曲：Masayuki Kumahara
2. MEN? (B.N.M Bossa Delight Mix)(4:58)
編曲：米光亮
3. beautiful world (KREVA REMIX)(4:38)
編曲：KREVA